# Lijst van stippelmotten
Deze lijst van stippelmotten bevat alle in de wetenschappelijke literatuur beschreven vlindersoorten uit de familie Yponomeutidae.
1. Abacistis hexanoma - Meyrick, 1913
2. Abacistis teligera - Meyrick, 1914
3. Acmosara polyxena - Meyrick, 1886
4. Acrataula catapachna - Meyrick, 1921
5. Aemylurgis xanthoclina - Meyrick, 1936
6. Aictis erythrozona - Turner, 1926
7. Amalthina lacteata - Meyrick, 1914
8. Amblyzancla araeoptila - Turner, 1938
9. Anaphantis aurantiaca - Lucas, 1889
10. Anaphantis aurifraga - Diakonoff, 1948
11. Anaphantis isochrysa - Meyrick, 1907
12. Anaphantis protona - Meyrick, 1910
13. Anaphantis zonotorna - Meyrick, 1925
14. Anoista insolita - Turner, 1938
15. Artenacia jaurella - Chrétien, 1905
16. Astaropola magicosema - Meyrick, 1936
17. Balanoptica orbicularis - Felder & Rogenhofer, 1875
18. Banghaasia ildefonsella - Friese, 1960
19. Betharga lycoides - Walker, 1865
20. Buxeta conflagrans - Walker, 1864
21. Calamotis prophracta - Meyrick, 1918
22. Callithrinca angoonae - Moriuti, 1982
23. Callithrinca evocatella - Walker, 1863
24. Callithrinca niphopyrrha - Meyrick, 1927
25. Callithrinca sphendonista - Meyrick, 1927
26. Caminophantis mystolitha - Meyrick, 1933
27. Campbellana attenuata - Salmon & Bradley, 1956
28. Cedestis farinatella - Zeller, 1839
29. Cedestis gysselinella - Duponchel, 1840
30. Cedestis subfasciella - Stephens,
31. Charicrita citrozona - Meyrick, 1913
32. Charicrita othonina - Turner, 1926
33. Charicrita sericoleuca - Turner, 1923
34. Chionaemopsis quadrifasciatus - Cockerell & Le Veque, 1931
35. Chionogenes drosochlora - Meyrick, 1907
36. Chionogenes isanema - Meyrick, 1907
37. Chionogenes trimetra - Meyrick, 1913
38. Citrinarchis oxyphanta - Meyrick, 1938
39. Comocritis albicapilla - Moriuti, 1974
40. Comocritis circulata - Meyrick, 1918
41. Comocritis constellata - Meyrick, 1909
42. Comocritis cyanobactra - Meyrick, 1922
43. Comocritis enneora - Meyrick, 1914
44. Comocritis heliconia - Meyrick, 1933
45. Comocritis nephelista - Meyrick, 1914
46. Comocritis olympia - Meyrick, 1894
47. Comocritis pieria - Meyrick, 1906
48. Comocritis pindarica - Meyrick, 1924
49. Comocritis praecolor - Meyrick, 1914
50. Comocritis thespias - Meyrick, 1909
51. Comocritis uranias - Meyrick, 1909
52. Conchiophora spinosella - Chrétien, 1916
53. Coptoproctis languida - Zeller, 1852
54. Cymonympha xantholeuca - Meyrick, 1927
55. Dascia sagittifera - Meyrick, 1893
56. Diaphragmistis macroglena - Meyrick, 1914
57. Entrichiria amphiphracta - Meyrick, 1921
58. Epactosaris longipalpella - Rebel, 1907
59. Epichthonodes caustopola - Meyrick, 1938
60. Epinomeuta acutipennella - Rebel, 1935
61. Epinomeuta inversella - Rebel, 1935
62. Epinomeuta minorella - Rebel, 1935
63. Epinomeuta truncatipennella - Rebel, 1935
64. Eriopyrrha colabristis - Meyrick, 1907
65. Euarne obligatella - Möschler, 1890
66. Eucalantica polita - Walsingham, 1881
67. Eucatagma amyrisella - Busck, 1900
68. Eudrymopa cyanoleuca - Lower, 1908
69. Euhyponomeuta rufimitrellus - Zeller, 1844
70. Euhyponomeuta stannella - Thunberg, 1794
71. Euhyponomeutoides albithoracellus - Gaj, 1954
72. Euhyponomeutoides lushanensis - Gozmany, 1960
73. Euhyponomeutoides namikoae - Moriuti, 1977
74. Euhyponomeutoides petrias - Meyrick, 1907
75. Euhyponomeutoides rufella - Tengström, 1847
76. Euhyponomeutoides trachydelta - Meyrick, 1931
77. Exanthica atelacma - Meyrick, 1926
78. Exanthica trigonella - Felder, 1875
79. Exaulistis trichogramma - Meyrick, 1911
80. Hesperarcha pericentra - Meyrick, 1918
81. Hierodryas eriochiras - Meyrick, 1931
82. Ilychytis anaemopa - Meyrick, 1937
83. Iriania anisoptera - Diakonoff, 1955
84. Iriania auriflua - Diakonoff, 1955
85. Iriania lutescens - Diakonoff, 1955
86. Iriania minor - Diakonoff, 1955
87. Iriania mystica - Diakonoff, 1955
88. Iriania ochlodes - Diakonoff, 1955
89. Iriania tricosma - Diakonoff, 1955
90. Iridostoma catatella - Viette, 1956
91. Iridostoma diana - Bradley, 1957
92. Iridostoma ichthyopa - Meyrick, 1909
93. Isotornis nephelobathra - Meyrick, 1935
94. Ithutomus formosus - Butler, 1883
95. Kessleria albanica - Friese, 1960
96. Kessleria albescens - Rebel, 1899
97. Kessleria albomaculata - Huemer & Tarmann, 1992
98. Kessleria alpicella - Stainton, 1851
99. Kessleria alternans - Staudinger, 1870
100. Kessleria bakeri - Walsingham, 1894
101. Kessleria brachypterella - Huemer & Tarmann, 1992
102. Kessleria brevicornuta - Huemer & Tarmann, 1992
103. Kessleria burmanni - Huemer & Tarmann, 1992
104. Kessleria caflischiella - Frey, 1880
105. Kessleria copidota - Meyrick, 1889
106. Kessleria corusca - Meyrick, 1914
107. Kessleria diabolica - Huemer & Tarmann, 1992
108. Kessleria fasciapennella - Stainton, 1849
109. Kessleria hauderi - Huemer & Tarmann, 1992
110. Kessleria helvetica - Huemer & Tarmann, 1992
111. Kessleria inexpectata - Huemer & Tarmann, 1992
112. Kessleria insubrica - Huemer & Tarmann, 1992
113. Kessleria insulella - Moriuti, 1977
114. Kessleria klimeschi - Huemer & Tarmann, 1992
115. Kessleria longipenella - Friese, 1960
116. Kessleria macedonica - Friese, 1963
117. Kessleria malgassaella - Viette, 1955
118. Kessleria mixta - Huemer & Tarmann, 1992
119. Kessleria neuguineae - Moriuti, 1981
120. Kessleria pseudosericella - Moriuti, 1977
121. Kessleria pyrenaea - Friese, 1960
122. Kessleria saxifragae - Stainton, 1868
123. Kessleria tatrica - Friese, 1960
124. Kessleria wehrlii - Huemer & Tarmann, 1992
125. Kessleria zimmermannii - Novicki, 1864
126. Lissochroa argostola - Turner, 1923
127. Litaneutis sacrifica - Meyrick, 1913
128. Lypusa maurella - Denis & Schiffermüller, 1775
129. Metanomeuta fulvicrinis - Meyrick, 1935
130. Metanomeuta zonoceros - Meyrick, 1935
131. Metharmostis asaphaula - Meyrick, 1921
132. Mnemoses farquharsoni - Durrant, 1921
133. Morotripta fatigata - Meyrick, 1917
134. Mychonoa mesozona - Meyrick, 1892
135. Nematobola candescens - Meyrick, 1892
136. Nematobola isorista - Meyrick, 1892
137. Nematobola orthotricha - Meyrick, 1892
138. Nesotropha pygmaeodes - Turner, 1926
139. Niphonympha albella - Zeller, 1847
140. Niphonympha argentea - Busck, 1912
141. Niphonympha dealbatella - Zeller, 1847
142. Niphonympha vera - Moriuti, 1963
143. Nosymna lapillata - Meyrick,
144. Nosymna macrorrhyncha - Meyrick, 1930
145. Nosymna obnubila - Durrant, 1916
146. Nosymna ochrochorda - Meyrick, 1924
147. Nosymna punctata - Walsingham, 1900
148. Nosymna repletella - Walker, 1864
149. Nosymna stipella - Snellen, 1903
150. Nymphonia zaleuca - Meyrick, 1913
151. Ocnerostoma argentella - Zeller, 1839
152. Ocnerostoma copiosella - Frey, 1856
153. Ocnerostoma friesei - Svensson, 1966
154. Ocnerostoma piniariella - Zeller, 1847
155. Ocnerostoma strobivorum - Freeman, 1961
156. Opsiclines leucomorpha - Lower, 1900
157. Orencostoma bicornigerum - Moriuti, 1971
158. Oridryas angarensis - Caradja, 1939
159. Oridryas isalopex - Meyrick, 1938
160. Oridryas mienshanensis - Caradja, 1939
161. Orinympha aetherias - Meyrick, 1927
162. Orsocoma macrogona - Meyrick, 1921
163. Orthosaris strictulata - Meyrick, 1914
164. Palaetheta innocua - Meyrick, 1911
165. Palaetheta ischnozona - Meyrick, 1909
166. Palleura nitida - Turner, 1926
167. Paradoxus caucasica - Friese, 1960
168. Paradoxus osyridellus - Milliére, 1869
169. Parahyponomeuta egregiella - Duponchel, 1838
170. Paraswammerdamia iranella - Friese, 1960
171. Paraswammerdamia lapponica - Petersen, 1932
172. Paraswammerdamia ornichella - Friese, 1960
173. Parazelota dryotoma - Meyrick, 1913
174. Parexaula isomima - Meyrick, 1909
175. Pauridioneura acrospila - Turner, 1926
176. Phasmatographa neurotypa - Meyrick, 1928
177. Piestoceros conjunctella - Walker, 1863
178. Plexippica verberata - Meyrick, 1912
179. Podiasa chiococcella - Busck, 1900
180. Porphyrocrates aurostricta - Diakonoff, 1955
181. Pronomeuta lemniscata - Meyrick, 1922
182. Pronomeuta sarcopis - Meyrick, 1905
183. Protonoma glomeratrix - Meyrick, 1938
184. Pseudorinympha laeta - Clarke, 1971
185. Pseudoswammerdamia apicella - Donovan, 1792
186. Pseudoswammerdamia aurofinitella - Duponchel, 1842
187. Pseudoswammerdamia combinella - Hübner, 1786
188. Pseudoswammerdamia comptella - Hübner, 1796
189. Pseudotalara chrysippa - Druce, 1885
190. Saridoscelis issikii - Moriuti, 1961
191. Saridoscelis kodamai - Moriuti, 1961
192. Saridoscelis nudata - Meyrick, 1913
193. Saridoscelis sphenias - Meyrick, 1894
194. Saridoscelis synodias - Meyrick, 1932
195. Schistocyttara nebulosa - Turner, 1941
196. Scythropia crataegella - Linnaeus, 1767
197. Scythropia obscura - Weber, 1945
198. Scythropia petrobiella - Zeller, 1868
199. Scythropites balticella - Rebel, 1935
200. Spaniophylla epiclithra - Turner, 1917
201. Sporadarchis galactombra - Meyrick, 1935
202. Stasiphron cryptomorpha - Meyrick, 1931
203. Steganosticha remigera - Meyrick, 1921
204. Stryphnaula capnanthes - Meyrick, 1938
205. Swammerdamia albicapitella - Scharfenberg, 1805
206. Swammerdamia aulosema - Meyrick, 1932
207. Swammerdamia beirnei - Doganlar, 1979
208. Swammerdamia caesiella - Hübner, 1796
209. Swammerdamia castaneae - Busck, 1914
210. Swammerdamia cerasiella - Hübner, 1816
211. Swammerdamia compunctella - Herrich-Schäffer, 1855
212. Swammerdamia conspersella - Tengström, 1847
213. Swammerdamia cuprescens - Braun, 1918
214. Swammerdamia griseocapitella - Stainton, 1849
215. Swammerdamia heroldella - Hübner, 1825
216. Swammerdamia lutarea - Haworth, 1828
217. Swammerdamia maculatella - Turati, 1930
218. Swammerdamia moensis - Strand, 1920
219. Swammerdamia nanivora - Stainton, 1871
220. Swammerdamia nubeculella - Tengström, 1847
221. Swammerdamia oxycanthella - Duponchel, 1842
222. Swammerdamia passerella - Zett.,
223. Swammerdamia pyrella - de Villers, 1789
224. Swammerdamia spiniella - Zeller, 1871
225. Swammerdamia variegata - Tengström, 1869
226. Sympetalistis petrograpta - Meyrick, 1935
227. Syncallia carteri - Walsingham, 1891
228. Syncallia stellata - Guérin-Meneville, 1844
229. Syncathartis argestis - Meyrick, 1921
230. Syncerastis ptisanopa - Meyrick, 1931
231. Syncrotaulella strepsicentra - Meyrick, 1937
232. Tanaoctena collina - Turner, 1926
233. Tanaoctena ooptila - Turner, 1913
234. Tanaoctena dubia - Philpott, 1931
235. Tanaoctena indubitata - Clarke, 1971
236. Tarphyscelis cirrhozona - Meyrick, 1921
237. Tarphyscelis palaeota - Meyrick, 1913
238. Teleogramma thiospila - Turner, 1903
239. Teleogramma triexoda - Meyrick, 1923
240. Teleogramma vulnerosa - Diakonoff, 1955
241. Terthroptera eremosesia - Clarke, 1971
242. Thecobathra acropercna - Meyrick, 1922
243. Thecobathra anas - Stringer, 1930
244. Thecobathra argophanes - Meyrick, 1907
245. Thecobathra casta - Meyrick, 1907
246. Thecobathra delias - Meyrick, 1913
247. Thecobathra dilechria - Bradley, 1982
248. Thecobathra eta - Moriuti, 1963
249. Thecobathra kappa - Moriuti, 1963
250. Thecobathra kurokoi - Moriuti, 1982
251. Thecobathra lambda - Moriuti, 1963
252. Thecobathra nakaoi - Moriuti, 1965
253. Thecobathra nivalis - Moriuti, 1971
254. Thecobathra sororiata - Moriuti, 1971
255. Thecobathra yasudai - Moriuti, 1965
256. Thyridectis psephonoma - Meyrick, 1886
257. Thyrsotarsa platybyrsa - Meyrick, 1921
258. Toecorhychia cinerea - Butler, 1883
259. Toiana venosella - Walker, 1866
260. Trisophista doctissima - Meyrick, 1923
261. Trisophista pauli - Viette, 1967
262. Trochastica albifrenis - Meyrick, 1913
263. Trychnomera anthemis - Turner, 1913
264. Typhogenes psapharota - Meyrick, 1917
265. Xyrosaris acroxutha - Turner, 1923
266. Xyrosaris campsiptila - Meyrick,
267. Xyrosaris celastrella - Kearfott, 1903
268. Xyrosaris dryopa - Meyrick, 1907
269. Xyrosaris lichneuta - Meyrick, 1918
270. Xyrosaris lirinopa - Meyrick, 1922
271. Xyrosaris maligna - Meyrick, 1907
272. Xyrosaris melanopsamma - Meyrick, 1931
273. Xyrosaris mnesicentra - Meyrick, 1913
274. Xyrosaris obtorta - Meyrick, 1924
275. Xyrosaris ochroplagiata - Braun, 1918
276. Xyrosaris secreta - Meyrick, 1912
277. Yponomeuta africana - Stainton, 1862
278. Yponomeuta alba - Dufrane, 1960
279. Yponomeuta albonigratus - Gershenzon, 1972
280. Yponomeuta alienella - Walker, 1863
281. Yponomeuta anatolica - Stringer, 1930
282. Yponomeuta anomalella - Dufrane, 1960
283. Yponomeuta antistatica - Meyrick, 1931
284. Yponomeuta athyris - Meyrick, 1928
285. Yponomeuta atomosella - Dyar, 1902
286. Yponomeuta bolidias - Meyrick, 1913
287. Yponomeuta brunnescens - Moore, 1888
288. Yponomeuta calcarata - Meyrick, 1924
289. Yponomeuta calculosa - Meyrick,
290. Yponomeuta catharotis - Meyrick, 1935
291. Yponomeuta chalcocoma - Meyrick, 1938
292. Yponomeuta cinefacta - Meyrick, 1935
293. Yponomeuta cognatella - Hübner, 1816
294. Yponomeuta conisca - Meyrick, 1914
295. Yponomeuta corpuscularis - Meyrick, 1907
296. Yponomeuta cuprea - Meyrick, 1901
297. Yponomeuta delicata - Schultze, 1908
298. Yponomeuta diaphorus - Walsingham, 1907
299. Yponomeuta diffluellus - Heinemann, 1870
300. Yponomeuta disemanta - Meyrick, 1933
301. Yponomeuta effeta - Meyrick, 1924
302. Yponomeuta elementaris - Meyrick, 1931
303. Yponomeuta enneacentra - Meyrick, 1925
304. Yponomeuta euonymella - Chambers, 1872
305. Yponomeuta eurinellus - Zagulyayev, 1970
306. Yponomeuta eusoma - Meyrick, 1914
307. Yponomeuta evonymella - Linnaeus, 1758
308. Yponomeuta evonymi - Zeller, 1844
309. Yponomeuta favillacea - Meyrick, 1922
310. Yponomeuta fumigata - Zeller, 1852
311. Yponomeuta funesta - Meyrick, 1914
312. Yponomeuta gigas - Rebel, 1892
313. Yponomeuta glaphyropis - Meyrick, 1908
314. Yponomeuta grisea - Dufrane, 1960
315. Yponomeuta griseomaculatus - Gershenzon, 1970
316. Yponomeuta grossipunctella - Guenée, 1879
317. Yponomeuta helicella - Freyer, 1842
318. Yponomeuta hemileuca - Meyrick, 1932
319. Yponomeuta hexabola - Meyrick, 1935
320. Yponomeuta horologa - Meyrick, 1935
321. Yponomeuta hypsicrates - Meyrick, 1925
322. Yponomeuta innotata - Walsingham, 1907
323. Yponomeuta internella - Walker, 1863
324. Yponomeuta interruptella - Sauber, 1902
325. Yponomeuta irrorella - Hübner, 1796
326. Yponomeuta kanaiella - Matsumura, 1931
327. Yponomeuta leucothorax - Meyrick, 1913
328. Yponomeuta leucotoma - Meyrick, 1935
329. Yponomeuta liberalis - Meyrick, 1913
330. Yponomeuta mahalebella - Guenée, 1845
331. Yponomeuta malinella - Zeller, 1838
332. Yponomeuta malivorella - Guenée, 1845
333. Yponomeuta martinella - Walker, 1863
334. Yponomeuta mayumivorella - Matsumura, 1931
335. Yponomeuta meguronis - Matsumura, 1931
336. Yponomeuta melanaster - Meyrick, 1907
337. Yponomeuta meracula - Bradley, 1962
338. Yponomeuta meridionalis - Gershenzon, 1972
339. Yponomeuta millepunctatella - Warren, 1888
340. Yponomeuta minuella - Walker, 1863
341. Yponomeuta mochlocrossa - Meyrick, 1935
342. Yponomeuta morbillosa - Zeller, 1877
343. Yponomeuta multipunctella - Clemens, 1860
344. Yponomeuta munda - Meyrick, 1921
345. Yponomeuta myriosema - Turner, 1898
346. Yponomeuta nigricola - Meyrick, 1912
347. Yponomeuta nigrifimbrata - Christoph, 1882
348. Yponomeuta numerosa - Meyrick, 1921
349. Yponomeuta octocentra - Meyrick, 1921
350. Yponomeuta ocypora - Meyrick, 1932
351. Yponomeuta orbimaculella - Chambers, 1872
352. Yponomeuta orientalis - Zagulyayev, 1970
353. Yponomeuta padella - Linnaeus, 1758
354. Yponomeuta padi - Zeller, 1844
355. Yponomeuta paradoxus - Gershenzon, 1979
356. Yponomeuta paurodes - Meyrick, 1907
357. Yponomeuta perficitellus - Walker, 1863
358. Yponomeuta plumbella - Schiffermüller, 1776
359. Yponomeuta polysticta - Butler, 1879
360. Yponomeuta polystigmellus - Felder, 1862
361. Yponomeuta praetincta - Meyrick,
362. Yponomeuta puncticornis - Walsingham, 1891
363. Yponomeuta pustulella - Walker, 1863
364. Yponomeuta refrigerata - Meyrick, 1931
365. Yponomeuta rhamnellus - Gershenzon, 1974
366. Yponomeuta rorella - Hübner, 1796
367. Yponomeuta roscidella - Hübner, 1793
368. Yponomeuta sedella - Treitschke, 1833
369. Yponomeuta semialba - Meyrick, 1913
370. Yponomeuta shansiella - Caradja,
371. Yponomeuta sistrophora - Meyrick, 1909
372. Yponomeuta sociatus - Moriuti, 1972
373. Yponomeuta spodocrossa - Meyrick, 1935
374. Yponomeuta stenodoxa - Meyrick, 1931
375. Yponomeuta strigillata - Zeller, 1852
376. Yponomeuta subplumbella - Walsingham, 1881
377. Yponomeuta tokyonella - Matsumura, 1931
378. Yponomeuta triangularis - Möschler, 1890
379. Yponomeuta tyrodes - Meyrick, 1913
380. Yponomeuta variabilis - Zeller, 1844
381. Yponomeuta vigintipunctata - Retzius, 1783
382. Yponomeuta yanagawana - Matsumura, 1931
383. Yponomeuta zagulajevi - Gershenzon, 1977
384. Zelleria abisella - Chrétien, 1910
385. Zelleria afflictella - Walker, 1863
386. Zelleria alterella - Chrétien, 1910
387. Zelleria aphrospora - Meyrick, 1892
388. Zelleria araecodes - Meyrick, 1892
389. Zelleria arizonica - Braun, 1940
390. Zelleria bradleyi - Moriuti, 1963
391. Zelleria callidoxa - Meyrick, 1892
392. Zelleria chalcoleuca - Meyrick, 1914
393. Zelleria cirrhoscia - Meyrick, 1931
394. Zelleria citrina - Meyrick, 1892
395. Zelleria coniostrepta - Meyrick, 1938
396. Zelleria cremnospila - Lower, 1900
397. Zelleria cryptica - Meyrick, 1913
398. Zelleria cynetica - Meyrick, 1892
399. Zelleria deformis - Meyrick,
400. Zelleria elongata - Moriuti, 1963
401. Zelleria euthysema - Turner, 1923
402. Zelleria fusca - Stainton, 1876
403. Zelleria gracilariella - Busck, 1904
404. Zelleria haimbachi - Busck, 1915
405. Zelleria hemixipha - Lower, 1900
406. Zelleria hepariella - Stainton, 1849
407. Zelleria impura - Staudinger, 1880
408. Zelleria insignipennella - Stainton, 1849
409. Zelleria isopyrrha - Meyrick, 1922
410. Zelleria joannisella - Maneval, 1934
411. Zelleria leucoschista - Meyrick, 1931
412. Zelleria leucostrota - Meyrick, 1929
413. Zelleria loranthivora - Meyrick, 1930
414. Zelleria maculata - Philpott, 1930
415. Zelleria malacodes - Turner, 1938
416. Zelleria memorella - Meyrick, 1892
417. Zelleria metriopa - Meyrick, 1933
418. Zelleria mystarcha - Meyrick, 1892
419. Zelleria nivosa - Meyrick, 1938
420. Zelleria notoleuca - Turner, 1913
421. Zelleria oleastrella - Milliére, 1867
422. Zelleria orthopleura - Turner, 1923
423. Zelleria panceuthes - Turner, 1923
424. Zelleria parnassiae - Braun, 1940
425. Zelleria perimeces - Turner, 1923
426. Zelleria phillyrella - Milliére, 1868
427. Zelleria pistopis - Meyrick, 1931
428. Zelleria plumbeella - Staudinger, 1870
429. Zelleria porphyraula - Meyrick, 1927
430. Zelleria proterospila - Meyrick, 1892
431. Zelleria pyri - Clarke, 1942
432. Zelleria pyroleuca - Meyrick, 1892
433. Zelleria restrictellus - Chrétien, 1915
434. Zelleria ribesella - Busck, 1904
435. Zelleria rorida - Philpott, 1918
436. Zelleria scambota - Meyrick, 1928
437. Zelleria semitincta - Philpott, 1930
438. Zelleria sigillata - Meyrick, 1892
439. Zelleria sphenota - Meyrick, 1889
440. Zelleria strophaea - Meyrick,
441. Zelleria stylograpta - Meyrick, 1907
442. Zelleria taxella - Herrich-Schäffer, 1855
443. Zygographa asaphochalca - Meyrick, 1917